# IIe siècle en Lorraine

Cette page est une liste d'événements qui se sont produits au deuxième siècle sur le territoire actuel de la Lorraine.

## Éléments contextuels
- Le plateau de Haye fut habité et cultivé à l'époque romaine, constituant un gigantesque site archéologique agraire antique réparti de part et d'autre d'une voie romaine allant de Frouard à Maron[1]

## Événements

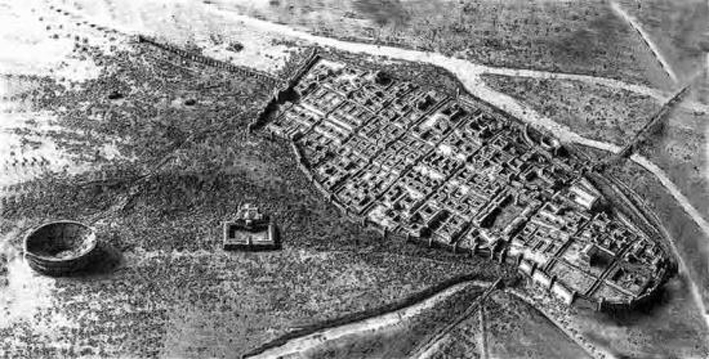
Maquette de Divodurum avec à gauche l'amphithéâtre

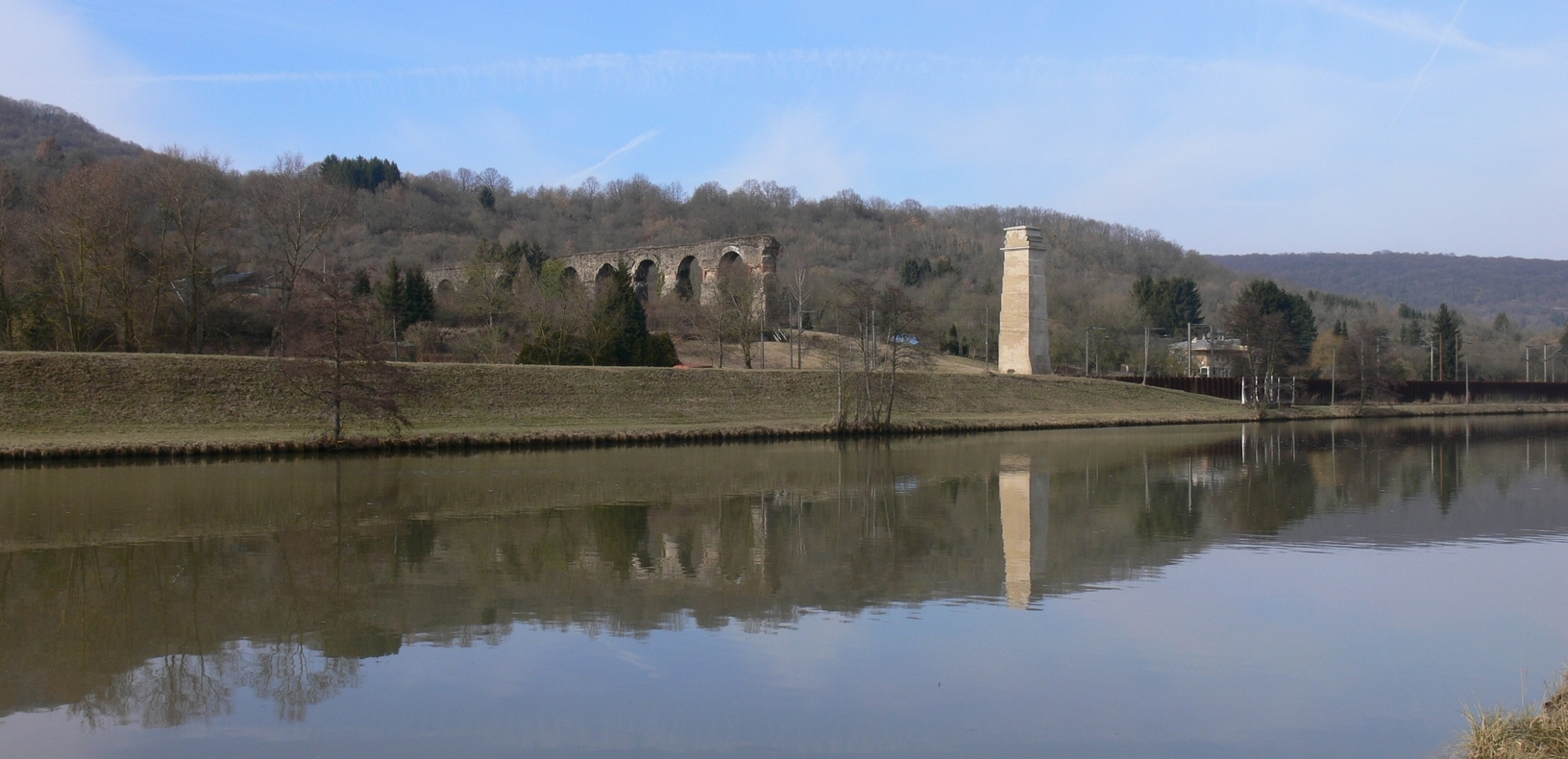
Aqueduc de Gorze à Metz

- L’amphithéâtre de Metz, dit « le grand amphithéâtre», est construit vers la fin du Ier siècle ou dans la première moitié du IIe siècle dans le quartier des basiliques de Divodurum Mediomatricorum en Gaule belgique, aujourd’hui quartier du Sablon de Metz (et futur nouveau quartier de l’Amphithéâtre). Il était le plus grand amphithéâtre édifié en Gaule romaine et l’un des dix plus grands amphithéâtres construits par les Romains.
- Vers 150 : création du sanctuaire d'Hercule à Deneuvre, près de Baccarat[2]
- L’aqueduc qui relie Gorze à Metz est un aqueduc romain construit vers le début du IIe siècle[2] . Il a été classé monument historique depuis la première liste de 1840, classement étendu en 1980 et 1990[3].